# Comité d’action socialiste
Das Comité d’action socialiste (CAS) (Sozialistisches Aktionskomitee ) war eine Bewegung der französischen Résistance, die ab 1940 von Daniel Mayer auf Anweisung von Léon Blum gegründet wurde, um die Section française de l’Internationale ouvrière (SFIO), deutsch Französische Sektion der Arbeiter-Internationale, wiederzubeleben und um einen sozialistischen Widerstand gegen die deutsche Besatzung Frankreichs zu organisieren.
Die CAS löste sich im März 1943 auf, als sich die Untergrund-SFIO gründete.

## Die Gründung der CAS (1940–1941)

### Widerstand
In der Folge des französischen Zusammenbruchs führte Léon Blum während des gesamten Sommers 1940 und bis zu seiner Verhaftung am 15. September Diskussionen mit Anführern der SFIO und mahnte sie zum Widerstand. Blum wollte die politische Aktivität in Frankreich wiederbeleben. Er sagte Daniel Mayer und seiner Frau Cletta, die ihm ihre Absicht mitteilte, nach London zu gehen:

« Vous serez la-bas deux bouches de plus à nourrir et sans compétences militaires. Ici, il y aura du travail à faire. il faut poursuivre la guerre, reconstruire le Parti, l'orienter dans la lutte contre l'occupant et contre Vichy. Vous serez plus utiles ici. »

„Dort werdet ihr nur zwei Münder mehr sein, die ernährt werden müssen, und ohne militärische Kompetenzen. Hier jedoch gibt es Arbeit zu tun. Der Krieg muss fortgeführt werden, die Partei wiederaufgebaut werden, sie muss im Kampf gegen den Besatzer und gegen Vichy geführt werden. Ihr seid hier viel nützlicher.“

### Erste Zeichen des sozialistischen Widerstands
Während des Herbstes 1940 bilden sich erste Gruppen.

#### In der besetzten Zone
Jean Texcier schrieb und brachte seine Conseils à l’occupé („Ratschläge an die Besetzten“) – eine Untergrund-Zeitschrift – ab September 1940 in Umlauf. Daraus entwickelte sich allmählich die Libération Nord und strukturierte sich zu einer Widerstandsbewegung der nichtkommunistischen gewerkschaftlichen CGT, der CFTC und der Untergrund-SFIO um Christian Pineau und der Gruppe des Manifeste des douze (Manifest der Zwölf), dabei unter Hegemonie der Sozialisten.
Jean-Baptiste Lebas, ehemals SFIO-Abgeordneter und Bürgermeister von Roubaix und vom Vichy-Regime abgesetzt, gründete zu Ende des Sommers 1940 eine der ersten Résistance-Gruppen, L'homme libre („Der freie Mensch“), mit einer Untergrund-Zeitschrift des gleichen Namens. L’homme libre vereinte etwa 300 Widerstandskämpfer.
Im Januar 1941 wurde die Verbreitung der Zeitschrift L’homme libre nach Lille und Douai ausgedehnt. Ebenfalls im Januar gründete Lebas ein Comité d’action socialiste (CAS), um die sozialistischen Widerstandskämpfer zusammenzufassen. Dieses Komitee integrierte sich anschließend in das CAS der besetzten Zone, welches sich wiederum ins viel größere CAS (gegründet im September 1940) der gesamten Zone Nord integriert.

#### In der freien Zone
Das CAS Süd wird am 30. März 1941 in Nîmes gegründet. Gründungsmitglieder sind Daniel Mayer, dessen Frau Cletta, Félix Gouin, Edouard Froment, Lucien Hussel, Pierre Lambert, Suzanne Buisson und zwei andere Aktivisten der SFIO ohne Wahlberechtigung und ohne administrative Funktion.

## Gründung der SFIO im Untergrund (1943)
Im März 1943 wurde das CAS zur SFIO im Untergrund (SFIO clandestine) transformiert. Le Populaire schrieb zu dieser Gelegenheit:

« Le Comité d'action socialiste a vécu. Le Parti socialiste continue sa tâche. […] Pour affirmer la continuité de notre doctrine, le Parti socialiste reprend son drapeau intact. Nouvelles méthodes, nouveau mode d'action, nouvelle tonalité de sa propagande, ancienne doctrine sortie confirmée et même rajeunie des événements, tel apparaît le Parti socialiste. »

„Das Comité d’action socialiste hat aufgehört, zu existieren. Die Sozialistische Partei führt dessen Aufgabe fort. […] Neue Methoden, neue Art des Agierens, ein neuer Ton in seiner Propaganda, die bisherige Doktrin bestätigt wenn auch durch die Ereignisse verjüngt, so erscheint die Sozialistische Partei.“

Zwei Monate später integrierte sich die CAS der Zone Nord anlässlich eines geheimen Treffens in Paris am 17. und 18. Juni 1943 in die Untergrund-SFIO.
Anfang 1944 zählt die Untergrund-SFIO 50.000 Mitglieder. Das sind wegen der Schwierigkeiten der Untergrund-Aktivitäten weniger als die Gesamtanzahl der sozialistisch gesinnten Widerstandskämpfer in der Résistance.